# Pavla Tomicová
Pavla Tomicová, provdaná Malá, (* 25. června 1962 Karviná) je česká divadelní, filmová, televizní a rozhlasová herečka, dlouholetá členka souboru Klicperova divadla v Hradci Králové.

## Život
Narodila se v Karviné, vyrůstala v Havířově. Vystudovala střední pedagogickou školu a rok pracovala jako učitelka. Přihlásila se na obor loutkářství na pražské DAMU. Už při studiu začala spolupracovat s divadlem Drak v Hradci Králové, kam po dokončení studií nastoupila do stálého angažmá a jako loutkoherečka zde setrvala deset sezón.
Režisér Vladimír Morávek jí nabídl v roce 1996 roli Milady Kotrlé ve hře Buldočina uváděné v Klicperově divadle v Hradci Králové. Po úspěchu v této roli byla až do sezony 2016/2017, kdy odešla na volnou nohu, stálou členkou souboru. Za roli Maryši ve hře Maryša – po pravdě však „Mařka“ získala v roce 1999 Cenu Alfréda Radoka. V roce 2002 získala nominaci na Cenu Thálie za ztvárnění Iriny Arkadiové ve hře Racek.
Od roku 1998 se začala více objevovat ve filmu, hrála například ve snímcích Nuda v Brně (2003), Snowboarďáci (2004), Doblba! (2005),Rafťáci (2006) a Crash Road (2007). Za roli podnikatelky Procházkové ve filmu Vlastníci byla poprvé roku 2019 nominována na Českého lva. Druhou nominaci si společně s nominací na Cenu české filmové kritiky vysloužila za hlavní roli ve filmu A pak přišla láska... v roce 2022. Účinkovala také v televizních seriálech Bazén, Ulice, Krejzovi, Slunečná nebo Zoo. V roce 2018 se s tanečním partnerem Markem Dědíkem zúčastnila soutěže StarDance, ve které skončili na druhém místě.
Rozhlasoví posluchači Tomicovou mohli slyšet ve hře Arnošta Goldflama Dámská šatna, kterou pro rozhlas natočil režisér Pavel Krejčí. V rozhlase se ale proslavila zejména jako koulařka Milena v komedii Koule, která se v anketě posluchačů stala rozhlasovou hrou roku 2011.V rámci festivalu rozhlasové tvorby Prix Bohemia Radio obdržela v roce 2014 rozhlasovou Thálii za roli Mado v rozhlasové hře francouzské autorky Danièle Sallenave Znásilnění. Účinkovala také v rozhlasové tragikomedii Země zaslíbená od Jeana-Clauda Grumberga.
Její první manželství se rozpadlo po deseti letech, protože manžel byl gay. V roce 2003 se podruhé provdala za herce Ondřeje Malého. Z prvního manželství má syna Adama a z druhého dceru Anežku. V roce 2022 ji Malý po 19 letech manželství opustil kvůli herečce Kristýně Kociánové, s níž čekal dítě.

## Divadelní role, výběr
- 1995 Jan Antonín Pitínský: Buldočina, Kašpárek, Učitelka, Katti, Klicperovo divadlo, režie Vladimír Morávek
- 1995 Gabriela Preissová: Její pastorkyňa, Kostelnička Buryjovka, Klicperovo divadlo, režie Vladimír Morávek
- 1997 Hubert Krejčí: Hrabě Pálfy neboli Peklo a pomsta, Milada Kotrlá, Klicperovo divadlo, režie Vladimír Morávek
- 1997 Nikolaj Vasiljevič Gogol: Ženitba, Agáta, Klicperovo divadlo, režie Ivan Rajmont
- 1998 Lenka Lagronová: Antilopa, Cíla, Klicperovo divadlo, režie Vladimír Morávek
- 1999 Alois Mrštík, Vilém Mrštík: Maryša – po pravdě však „Mařka“ čili „To máš za to, bestijó“, Mařka, Klicperovo divadlo, režie Vladimír Morávek
- 2002 Anton Pavlovič Čechov: Racek, Irina N. Arkadinová, Klicperovo divadlo, režie Vladimír Morávek
- 2003 Bedřich Smetana, Karel Sabina: Prodaná nevěsta, Helena, Klicperovo divadlo, režie Vladimír Morávek
- 2003 Tennessee Williams: Tramvaj do stanice Touha, Blanche, Dejvické divadlo, režie Janusz Klimsza
- 2005 David Drábek: Akvabely, Edita, Markéta, paní M., Klicperovo divadlo, režie Vladimír Morávek
- 2006 Jaroslav Havlíček, Martin Velíšek, Ivan Rajmont: Petrolejové lampy, Štěpka Kiliánová, Klicperovo divadlo, režie Ivan Rajmont
- 2006 Antonín Dvořák, Adolf Wenig: Čert a Káča, Káča, Klicperovo divadlo, režie Zoja Mikotová
- 2006 Florian Zeller: Ten třetí, Ona, Klicperovo divadlo, režie Petr Štindl
- 2008 Anton Pavlovič Čechov: Višňový sad, Varja, Divadlo na Vinohradech, režie Vladimír Morávek
- 2011 David Drábek: Jedlíci čokolády, Róza, Klicperovo divadlo, režie David Drábek
- 2011 Pierre-Augustin Caron de Beaumarchais: Figarova svatba, paní hraběnka, Klicperovo divadlo, režie David Drábek
- 2012 David Drábek: Koule, koulařka Milena, Klicperovo divadlo, režie David Drábek
- 2013 Ladislav Smoček: Podivné odpoledne dr. Zvonka Burkeho, Svatava, Klicperovo divadlo, režie David Drábek
- 2014 David Drábek: Velká mořská víla, Róza, Klicperovo divadlo, režie David Drábek
- 2016 István Örkény: Kočičí hra, Erži Orbánová, Klicperovo divadlo, režie Tereza Karpianus
- 2019 Nikolaj Vasiljevič Gogol: Revizor, Anna Andrejevna, Divadlo ABC, režie David Drábek

## Filmové a televizní role

### Film
- 1998: Vašek Nešika a Šikulka Šikovná, role: Šikulka Šikovná
- 1998: Mrtvej brouk
- 2002: Zatracení
- 2003: Nuda v Brně
- 2004: Snowboarďáci, role: Gábina
- 2005: Doblba!
- 2005: Hrubeš a Mareš jsou kamarádi do deště
- 2006: Rafťáci, role: matka Filipa
- 2007: Crash Road
- 2007: O život
- 2008: Anglické jahody
- 2013: Sněžný drak, role: chůva
- 2014: Hany
- 2015: Padesátka
- 2016: Bezva ženská na krku, role: Marie Štětková
- 2018: Po čem muži touží
- 2019: Léto s gentlemanem
- 2019: Vlastníci
- 2019: Princezna a půl království
- 2019: Z města na venkov
- 2020: Mlsné medvědí příběhy
- 2021: Deníček moderního fotra
- 2021: Prvok, Šampón, Tečka a Karel
- 2021: Mstitel
- 2021: Spící město
- 2021: Stáří není pro sraby
- 2021: Z města na venkov
- 2022: Srdce na dlani
- 2022: A pak přišla láska...

### Televize
- Horákovi (televizní seriál)
- Bazén (televizní seriál)
- Barrandovská abeceda (televizní pořad)
- Ulice (televizní seriál), role: kadeřnice Simona Pavlicová
- Krejzovi (televizní seriál), role: Zdena Kramperová
- Ohnivý kuře (televizní seriál), role: kuchařka
- Comeback (televizní seriál)
- Četníci z Luhačovic (televizní seriál), role: hospodyně Hejkalová
- Gympl s (r)učením omezeným (televizní seriál), role: uklízečka Bohunka Štambachová
- Trapný padesátky (televizní seriál)
- Četnické humoresky (televizní seriál), role: vdova Pucková v díle Svatba
- Kapitán Exner (televizní seriál)
- Polda (televizní seriál), díl: „Šikana“
- Reportérka (televizní minisérie), díl: „V plamenech“
- Slunečná (televizní seriál), role: Alena Konvičková
- Zoo (televizní seriál), role: MVDr. Anežka Krásná

## Rozhlasové role
- Dámská šatna
- Koule (koulařka Milena)
- Znásilnění
- minutová hra Skleněné peklo
- Země zaslíbená

## Jiné
- StarDance …když hvězdy tančí (9. řada) (televizní pořad)

## Ocenění
- 1999 – Cena Alfréda Radoka za ženský herecký výkon (postava Maryši v dramatu Maryša – po pravdě však „Mařka“, Klicperovo divadlo)[6]
- 2002 – nominace na Cenu Thálie (postava Iriny Arkadiové ve hře Racek)[7]
- 2006 – nominace na Cenu Alfréda Radoka (postava Štěpy ve hře Petrolejové lampy, Klicperovo divadlo)[8]
- 2010 – nominace v divácké anketě televizní popularity TýTý v kategorii herečka
- 2011 – 2. místo v anketě týdeníku Rozhlas Neviditelný herec za herecký výkon v rozhlasové hře Davida Drábka Koule
- 2014 – 2. místo v anketě týdeníku Rozhlas Neviditelný herec za herecký výkon v rozhlasové hře Znásilnění
- 2014 – Rozhlasová Thálie za herecký výkon v rozhlasové hře Znásilnění
- 2019 – nominace na Českého lva v kategorii Nejlepší herečka ve vedlejší roli za herecký výkon ve filmu Vlastníci
- 2022 – nominace na Ceny české filmové kritiky v kategorii Nejlepší herečka za herecký výkon ve filmu A pak přišla láska...
- 2022 – nominace na Českého lva v kategorii Nejlepší herečka v hlavní roli za herecký výkon ve filmu A pak přišla láska...